# Термоелектрана на Дорћолу
Термоелектрана на Дорћолу у Београду је била прва јавна електрана у Србији. Налазила се у функцији од 23. септембра/5. октобра 1893. и у периоду 1893–1924. је била једина централа у Београду за производњу електричне енергије за јавне потребе. Електрична енергија произведена у овој термоелектрани се користила за осветљење Београда, домаћинстава угледних грађана, покретање трамваја, као и рад тада ретких индустријских погона. Налазила се у функцији до 14. маја 1933, када је њен рад пребачен на Термоелектрану „Снага и светлост“. Од 2005. у ложионици и машинској сали, некадашње термоелектране је смештен Музеј науке и технике.

## Историја
Шездесетих година 19. века Београдска општина је донела одлуку о набавци 60 фењера за улично осветљење. Власници сваке кафане, механе и гостионице су били у обавези да поставе фењер испред своје радње. Фењери су морали да горе до 10 сати увече. За општинске фењере су се користиле посебне свеће, које су се набављале у Бечу. О фењерима су се бринуле фењерџије, које су се пењале на бандере, уз помоћ малих мердевина. Прве гасне светиљке у Београду су постављене поводом отварања Народног позоришта 1869. године. Прво електрично осветљење се појавило 1880. у кафани „Хамбург”, чији је власник био Пера Јовановић Шапчанин, који је у ту сврху набавио локомобилу и електромотор, који је био постављен у башти испред тадашње Народне скупштине и одакле је струја спровођена проводником преко Топчидерског друма до кафане, где су се налазиле Боген лампа и Едисонове сијалице. Тодор Селесковић је увео електрично осветљење у чаурницу Војнотехничког завода у Крагујевцу и у барутани у Крушевцу.
Унутар општинских власти у Београду су постојале две супротне позиције у вези постављања уличног осветљења. Једну је предводио Марко Леко, који се од 1884. налазио на челу, тада основане општинске „Комисије за проучавање извесних општинских установа у страним земљама”, чији је задатак био да утврди, изгради и стави у функцију оно што је неопходно за грађане. Једно од питања којим се бавила ова комисија је било и улично осветљење града. Чланови комисије су по задатку посетили градове Темишвар, Пешту, Берлин, Лајпциг, Беч и Брисел. Комисија је, на основу лоших искустава у Темишвару, једином граду у Европи, који је у то време у потпуности користио електрично улично осветљење, предложила гасно осветљење, али овај предлог никада није реализован. Идеји о гасном осветљењу се оштро супротставио Ђорђе Станојевић, који је био чврстог уверења да електрична енергија, иако у то време нова и недовољно познатих карактеристика, представља енергију будућности, као и да је улагање у њу, дугорочно гледано, економски далеко исплативије. Оба професора су радила на Војној академији.
Велику улогу у процесу одлучивања о врсти осветљења су имала два градоначелника Београда, Владан Ђорђевић, и Никола Пашић. Никола Пашић је октобра 1890. сазвао конференцију на којој је Станојевић одржао предавање о електричној светлости, наводећи предности електричног над гасним осветљењем. Осим одборника у скупштини, предавању су присуствовали и заинтересовани грађани. Након тога је формирана Комисија за осветљење града, у којој су се нашли и Станојевић и Леко. Мада је Станојевић успео да придобије Комисију, која је децембра 1890. донела одлуку о искључиво електричном осветљењу, полемика између два професора, о предностима једног или другог осветљења је потрајала пуне две године.
Док је полемика још увек трајала, Општина је јануара 1891. расписала конкурс за концесију над осветљењем, али и варошком железницом, односно трамвајима. На конкурсу је 29. априла 1891. победио Периклес Циклос, Грк из Милана, представник страних финансијских друштава. На седницама у јулу 1891. се састајао Општински одбор, са задатком да претресе све чланове уговора, које је још пре објављеног конкурса саставио Станојевић, а посебно оне на које је Леко имао примедбе. Овакав уговор је био потпуно нов за одборнике. Станојевић је о свим техничким питањима могао лако да одговори, док су правна питања, водећи рачуна да грађани уговором не остану оштећени и за њега представљала тешкоћу.
Уговор је потписан 3. августа 1891. Концесионар се обавезао да ће у року од две године након потписивања, односно фебруара 1893, изградити централу и почети са осветљавањем београдских улица. У важнијим улицама у дужим од 7 km требало је да се постави 65 Боген лампи, док у осталим улицама, у дужини од 55 km, је требало да се постави 1.000 сијалица. Требало је да све сијалице буду упаљене до 11 сати увече, а остатак ноћи, половина од њих. Време гашења сијалица требало је да одради надзорна комисија, према добу године и месечевим менама. За унапред утврђену потрошњу за улично осветљење од 185.200 kWh је одређена и цена, која би се смањила у случају повећања потрошње. Одређене су тарифе за утрошено приватно осветљење, према јачинама сијалица и лампи, која је предвиђена да се плаћа месечно, као и годишња кирија за струјомере. Предвиђено је искључивање претплатника у случају неизмиривања дугова у року од 30 дана након подношења рачуна, уз опомену три дана раније. Посебан ценовник је утврђен за остале употребе електричне енергије, којих тада није било много. Концесија је издата на 41 годину, с правом откупа након 16, или 32 године, а концесионар је био у обавези да прати развој и проналаске у области електротехнике и да сваки практичан и јефтинији проналазак примени у инсталацији.
За извршење потписаног уговора основано је Српско-француско грађевинско друштво. Општина је формирала Надзорну комисију за праћење радова, чији је председник био Станојевић, а Леко један од чланова. Са радовима се започело октобра 1891. За грађане који су желели да уведу у своје куће електрично осветљење предвиђен је попуст од 10% на инсталацију, у случају да о томе обавесте предузеће пре развођења жица, а у посебној канцеларији су се налазиле изложене сијалице и апарати, како би сваки потрошач сам одабрао потрошњу каква му одговара.
Мада су Ђорђу Станојевићу мотив и инспирација за ангажман биле идеје и дела Николе Тесле, опрема је ипак набављена од компаније његовог противника Томаса Едисона, који је још 1881. у Њујорку изградио прву електричну централу. У време када је Тесла посетио Београд (1892), централа у Београду је још увек била у изградњи. Тесла је том приликом рекао да једносмерна струја даје „најпримитивније и најгоре електрично светло”. Станојевић је већ био упознат са Теслиним полифазним системом наизменичних струја, али се бојао да ће због великог отпора бити приморан на примену једносмерне струје. Ово се касније одразило и на квалитет осветљења у Београду. Већ следећи Станојевићев пројекат Мала хидроелектрана „Под градом“ (1900) је користио полифазни систем наизменичних струја.
Пола године пре истека предвиђеног рока за завршетак радова, Друштво се обратило Општини са захтевом да се 600 уличних сијалица замени Боген лампама, уз образложење да ће се њихова цена касније увећати, као и са захтевом за продужење рока за завршетак изградње трамвајске мреже, али општинске власти нису одговориле. Након што је млади Александар Обреновић преузео власт, дошло је до промене општинских власти. Друштво се поново обратило Општини са захтевом за продужење рока од осам месеци, за завршетак радова, овог пута и на осветљењу, због заосталости у градњи, након одуговлачења одговора општинских власти. Јуна 1892. поново се састао Општински одбор, на коме је Леко позвао Станојевића на одговорност и разрешење дужности, а Станојевић тражио писмену потврду поверења Одбора у вези своје стручности. Августа 1893. Станојевић је као председник Надзорне комисије поднео извештај Општини у коме је констатовао да уговор није испуњен, с предлогом да се концесионару продужи рок, али под условима, који иначе нису били предвиђени уговором. Један од тих услова је био да по пуштању централе у погон, до постављања целокупне инсталације, осветљавање буде бесплатно, затим да се скрати рок замене ваздушних проводника подземним, са четири на две године, али и да концесионар о свом трошку, у радионици, поред постојећих динамо машина постави још једну или две машине на једносмерну или наизменичну струју. Концесионар је пристао на постављене услове.
Централа је почела са радом 23. септембра/5. октобра 1893. године, што представља почетак електрификације Србије, исте године када је Никола Тесла осветлио Светску изложбу у Чикагу. Свечаност отварања централе је улепшана упловљавањем у град једног од првих српских пароброда „Делиград“, чиме је започела међународна пловидба Дунавом у Србији. Сви радови су коначно завршени 15. јануара 1894. године и од тада је Општина почела да плаћа осветљење.
Зграда термоелектране се налазила на углу Добрачине и Скендер-бегове улице. Њен првобитни изглед данас је познат само по преосталим скицама и фотографијама. Међутим, скица предложеног изгледа централе, никада није у потпуности реализована, а архитекта и извођач радова су остали у потпуности непознати. Фотографија сведочи о доста скромном изгледу објекта и њом доминира димњак висине 38 метара, изграђен како дим не би сметао суседним кућама.
Максимално оптерећење рада централе, у првој години је износило 441,3 kW, једносмерне струје, а у последњој години рада 9.650 kW. У централи су постављена три парна котла, загревне површине од 140 m². У почетку се користио шлески угаљ, који је касније замењен угљем из Дренкова на Дунаву и Сењског Рудника. Три парне машине снаге 2.600 коњских снага су преко трансмисионих точкова покретала 9 динамо машина, од којих је 6 служило за улично осветљење и приватне станове, а 3 су служиле за лучне лампе. Варошка електрична мрежа се састојала од 62 km каблова што је уједно била и главна мана ове електране, јер је на периферији мреже осветљење било веома слабо или се
често прекидало.
Електрична енергија произведена у овој термоелектрани се користила за осветљење Београда, домаћинстава угледних грађана, покретање трамваја, као и рад тада ретких индустријскох погона.
У махом неразвијеном, јефтино сазиданом и густо насељеном доњем Дорћолу (Пиштољ-мала), комплекс Дорћолска централа, поред цркве Светог Александра Невског и Прве београдске гимназије је био један од првих плански изграђених целина у овом крају, весник нових друштвених феномена и модернизације.
Како је предузеће било профитабилно, група његових белгијских акционара је одлучила да га откупи. Уговор је 1894. пренет на једно белгијско акционарско друштво, са седиштем у Бриселу (Друштво трамваја београдских), које је, онда основало друштво Трамваји и осветљење града Београда а. д. и 1903. преузело целу електричну мрежу Београда.
Централа се пред Први светски рат налазила у власништву Белгијског друштва, које је напустило земљу пред окупаторима. Озбиљно је оштећена при бомбардовању Београда децембра 1915, налазећи се на месту директног удара непријатељске војске. Санирана је да би могла да функционише током рата.
Одмах након ослобођења Београда, домаћи стручњаци који су радили у Централи су прегледали машине и објекте. Формирана је јединица за рашчишћавање рушевина, уклањање експлозивних направа и поправка машина, као и за проналажење свега што је окупатор из централе отуђио. Непријатељ је демонтирао већи део опреме и шлеповима отпремио уз дунав, онеспособио друге парне машине и турбине, док је ситније делове побацао око централе. У граду више није било власника, нити његових стручних екипа које би оправиле централу, док је град остао без електричне енергије. У новосадском пристаништу је пронађен шлеп са скинутом опремом. Београд је поново осветљен за Нову 1919. годину, а трамвај је прорадио 27. јуна 1919.
Белгијско друштво се вратило у Београд тек након обновљеног рада централе и повећало цене вожње трамвајем са 0,10 на 0,20 динара, што у тој ситуацији није било прихватљиво. Београдска општина је преузела управу над предузећем Трамваји и осветљење града Београда, 1. јула 1919, али је власник и даље било Белгијско акционарско друштво. Са овим друштвом је покренут спор о праву својине, јер је у централи и електричној мрежи свој удео имала и општина, а обе стране су током трајања концесије улагале у инсталације. У септембру 1919. на домаћем суду је завршен судски процес, који је општина је добила. Децембра 1919, белгијско друштво је умешало белгијску владу у спор. У јулу 1922. је истекла концесија на 26 година, која је дата акционарском друштву и решено је да се уговор више не продужава. Међутим, остало је спорно питање обештећења за период од када је општина преузела управу над предузећем, до дана истека концесије. Дошло је до вишегодишње међународне арбитраже. У децембру 1923, изборни суд у Паризу је одлучио да београдска општина добије инсталацију трамваја и осветљења, уз накнаду од 15,9 милиона белгијских франака, тј. око 70 милиона динара. Централа је након тога национализована, као и целокупна мрежа трамваја и осветљења, уз високу накнаду Белгијском друштву, коју је општина отплаћивала до 1929.
Београд након рата више није био погранични град, већ је постао престоница, са свих страна окружена својом земљом. Број потрошача је из године у годину растао. Због сталног и убрзаног раста потрошње долазило је до честих прекида у испоруци електричне енергије услед преоптерећења, кварова на мрежи и увећање трошкова за потрошаче, а централа није могла да обезбеди уредно и квалитетно снабдевање. Општински одборници су готово на свакој седници износили примере лошег осветљења.
Међутим, нерешени власнички односи и недостатак средстава, су условили одлагање озбиљних радова на обнови Централе. Високе тарифне цене су ограничавале потрошњу и довеле до прибегавања кућним централама.
Планирани радови на централи су извршени у периоду 1924 – 1927. Централа је била рентабилно предузеће. Приходи из 1925. године су уложени у проширивање електричне мреже и централе. Током 1927. уграђена је нова турбина од 6.000 kW, надзидан је постојећи димњак 67 метара и подигнут још један, висине целих 85 метара, који је пројектовао Димитрије Савић  (од 1928. шеф Машинског одељења, а од јануара 1930. и шеф целе Машинске службе). Монтиран је и елеватор. Извршени су велики грађевински радови, у машинској сали, ложионици, водној станици.
Ово је омогућило производњу електричне енергије у много већој количини, од оне коју је Београд могао да троши и након тога је престало ограничење потрошње електричне енергије. Повећана је потрошња и затворене су приватне централе, које су имали Хотел Москва, Политика, Акдемија наука, железничка станица, многе банке и други, а Београд је постао прави светлећи град.
Стара централа на Дорћолу је у периоду 1893–1924. била једина централа у Београду за производњу електричне енергије за јавне потребе. Године 1924. је започела са радом Термоелектрана у Макишу, за напајање савског водовода у Макишу. Од 1930. „Електро Макиш” је електричном енергијом снабдевао Чукарицу, Раковицу,Кнежевац.
Општина града Београда је 5. јуна 1929. донела одлуку о изградњи нове електричне централе на десној обали Дунава. Нова Термоелектрана „Снага и светлост“, такође на Дорћолу, ваздушном линијом, удаљена свега неколико стотина метара од старе је 26. новембра 1932. почела са радом. Она је постепено укључивана у систем, преузимајући рад Старе централе. Са новом централом у Београду је започела и замена система једносмерне струје системом наизменичне струје.
Дана 14. маја 1933, Стара централа је престала са радом. Запослени у њој су углавном прешли да раде у новосаграђеној централи, док је уз стару централу саграђена Подстаница I, којом је нова централа спојена с постојећом мрежом. Тада се прешло са фреквенције од 42, на 50 Hz.
Убрзо након престанка рада Старе централе, два њена турбогенератора (1.000 kW на 3 kV и 2.100 kW, 3 kV) су пренета у термоцентралу која је изграђена за потребе рудника Ресава у Ћуприји.
Мада се Стара централа више није налазила у функцији, шири простор на коме се налазила Дирекција трамваја и осветљења је био на мети немачких бомбардера 6. априла 1941. Централа ипак није оштећена, али је један радник настрадао, од експлозије бомбе у раним јутарњим сатима, испред зграде Дирекције, на путу до посла.
Године 1946, зграда је потпуно испражњена и порушена су оба димњака. Машине и котлови из ложионице су пренети у термоелектрану Мали Костолац. Некадашња котларница Старе београдске централе је 1946. прилагођена за потребе Електричног предузећа Србије. Извршени су обимни радови у унутрашњости централе, пробијени су нови прозори и комуникација на објекту и усељени су магацини, гаража, радионица.
Када је термоелектрана у Костолцу проширила своје капацитете, крајем 1968, опрема је замењена новом, а стара је расходована и продата у старо гвожђе.

## Музеј
Од 2005. у комплексу зграда некадашње термоелектране се налази Музеј науке и технике. У већој згради се налазила ложионица, површине у основи готово 1.500 m², док се су се у мањој згради налазиле парне машине, односно машинска сала, површине око 1.400 m². Изградња оба објекта је била завршена 1927. Ложионица се налазила на три нивоа: подрум, приземље и спрат, док је машинска сала изграђена само у равни терена, Једна половина машинске сале служила је за испоруку електричне енергије трамвајском саобраћају и названа је трамвајска група, док је друга половина покривала све остале потребе. За потребе Музеја су извршене само незнатне измене објеката централе. У ложионици је смештена главна галерија Музеја, а простор машинске сале је једним делом употребљен као депо отвореног типа, док се у другом делу налази класични музејски депо.
Августа 2009, први делови музејског комплекса су отворени за јавност, а маја 2010, изложбом под називом „2. круг“, Музеј је први пут представио шири, свеобухватни дијапазон сопствених збирки.

## Називи
Током свог постојања прва београдска централа није имала јединствен назив. Београђани у почетку, термоелектрани нису дали никакав назив. Звали су је једноставно, само „Централа”, а када је прешла у власништво Београдске општине звали су је Општинска централа. У литератури се може наћи велики број назива међу којим су:
- Централа за производњу електричне енергије (електрицитета за осветљење) и вучу
- Електрична централа Белгијског друштва
- Централа ДТО (Дирекција за трамвај и осветљење)
- Београдско електрично и саобраћајно предузеће (БЕЛСАП)
- Општинска централа
- Стара београдска електрана
- Стара електрична централа
- Стара централа на Дорћолу
- Дорћолска централа